# VS-Schulmuseum

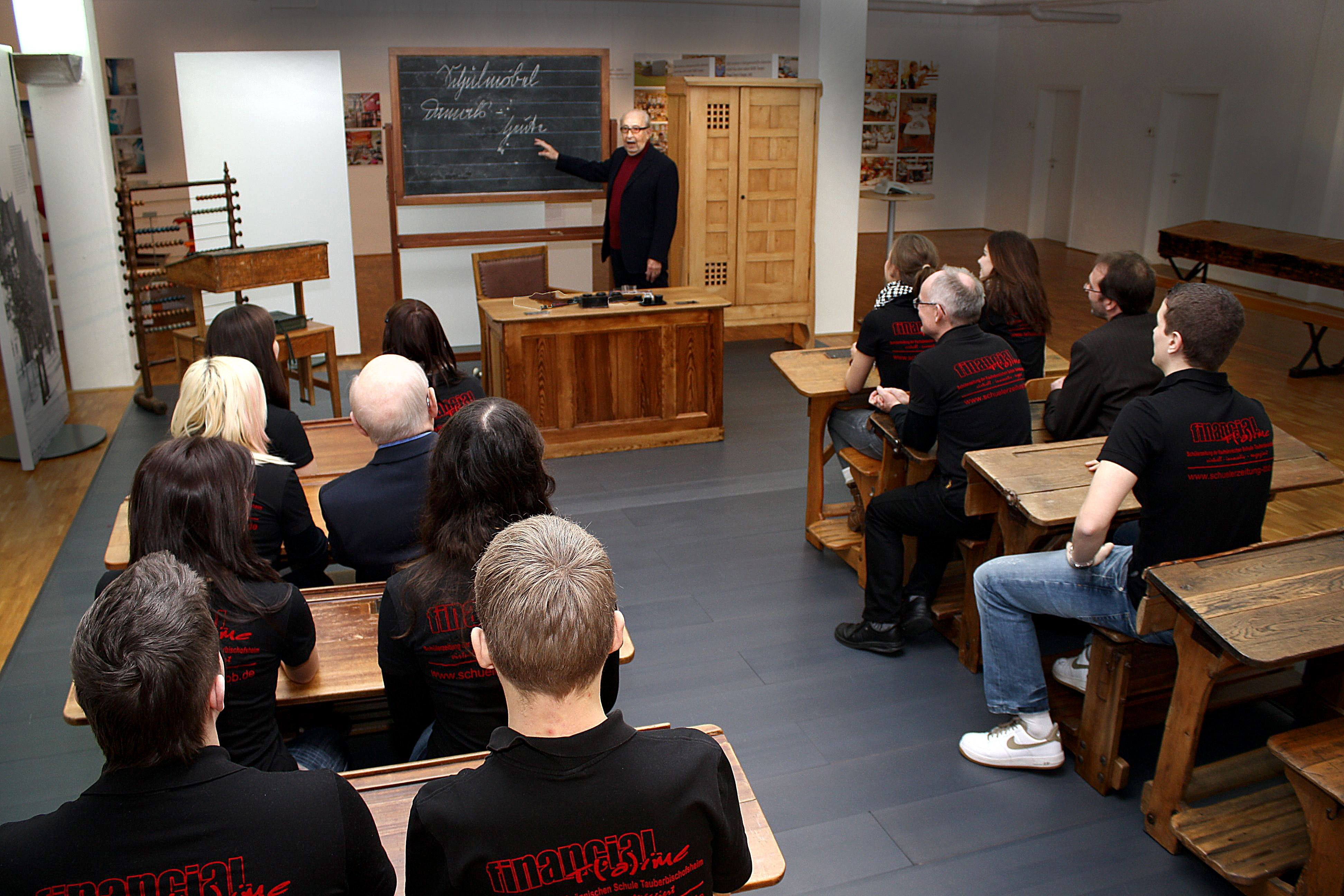
Ein Vortrag im VS-Schulmuseum (2010)

Das VS-Schulmuseum der VS Vereinigte Spezialmöbelfabriken ist ein Schulmuseum in Tauberbischofsheim im Main-Tauber-Kreis in Baden-Württemberg.

## Lage
Das VS-Schulmuseum liegt an der Weinigstraße in Tauberbischofsheim auf dem Campus der VS Vereinigte Spezialmöbelfabriken. In unmittelbarer Nähe befinden sich die firmeneigene Kantine sowie die Produktionsstätten des Möbelherstellers.

## Geschichte

### Vorgeschichte
Bereits seit dem Ende des 19. Jahrhunderts produziert die VS Vereinigte Spezialmöbelfabriken in Tauberbischofsheim.

### VS-Schulmuseum
Im Jahre 1998 wurde anlässlich des 100. Gründungsjubiläums ein Schulmuseum  mit der ständigen Ausstellung „Das Klassenzimmer. Schulmöbel vom Ende des 19. Jahrhunderts bis heute.“ eröffnet.

## Ausstellung

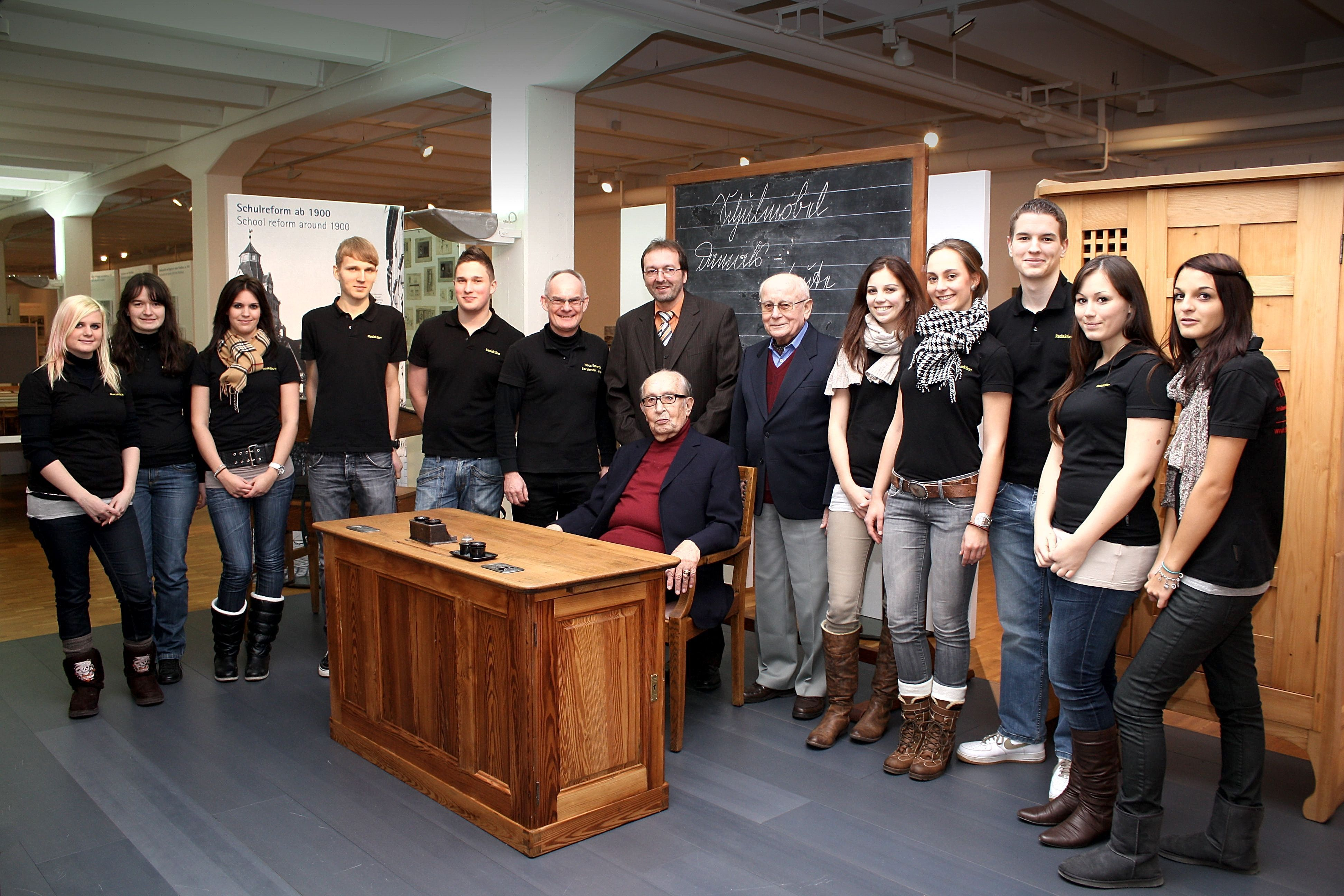
Ein Vortrag von Bruno Rottenbach im VS-Schulmuseum (2010)

Mit seiner ständigen Ausstellung dokumentiert das Schulmuseum die Geschichte und Entwicklung nationaler und internationaler Schularchitektur und Schulmöbel vom Beginn des 20. Jahrhunderts an bis zum heutigen Tage. Die Ausstellung beschränkt sich nicht nur auf Produkte der in Tauberbischofsheim ansässigen Vereinigten Spezialmöbelfabriken, sondern thematisiert verschiedene Schulmöbel-Exponate aus dem In- und Ausland. Zu den Ausstellungsstücken zählt eine umfassende Sammlung historischer Schulmöbel und Schuleinrichtungsgegenstände.
Daneben präsentiert die Ausstellung auch pädagogische, ergonomische und kulturgeschichtliche Aspekte der Schulmöbelgeschichte sowie eine Schau wegweisender, innovative Schulbauarchitektur des 20. und 21. Jahrhunderts aus aller Welt.